# أمامة بنت بشر الأنصارية
إمامة بنت بشر بن وقش الأنصارية أخت عباد ابن بشر، وأمهما فاطمة بنت بشر بن عدي الخزرجية. ذكرها ابن سعد في النساء المبايعات، وقال: تزوجها محمود بن مسلمة. بنيت في مدينة الرميثية في الكويت مدرسة حملت اسمها.